# Mikołajek (film)

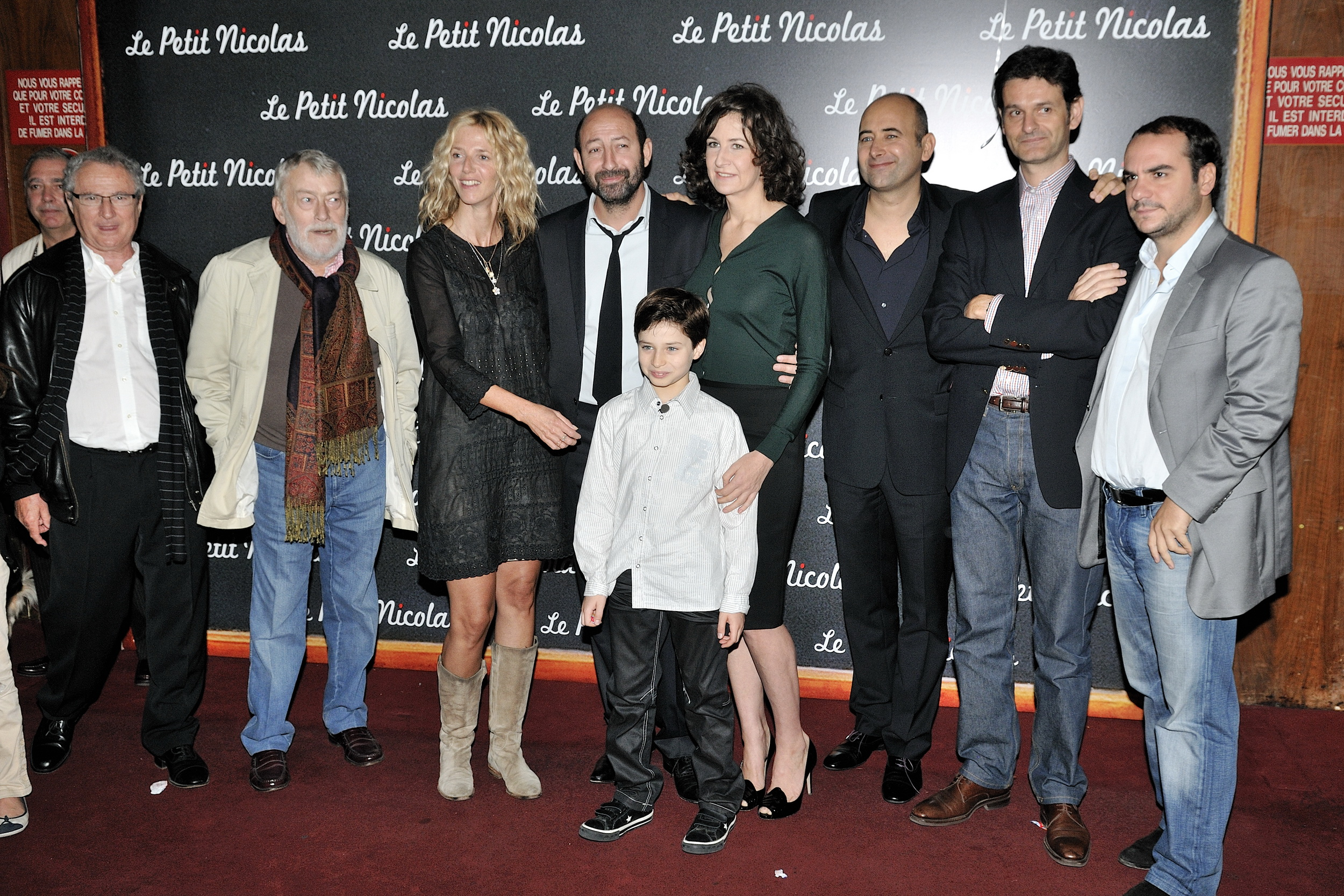
Ekipa filmowa (w środku odtwórcy głównych ról)

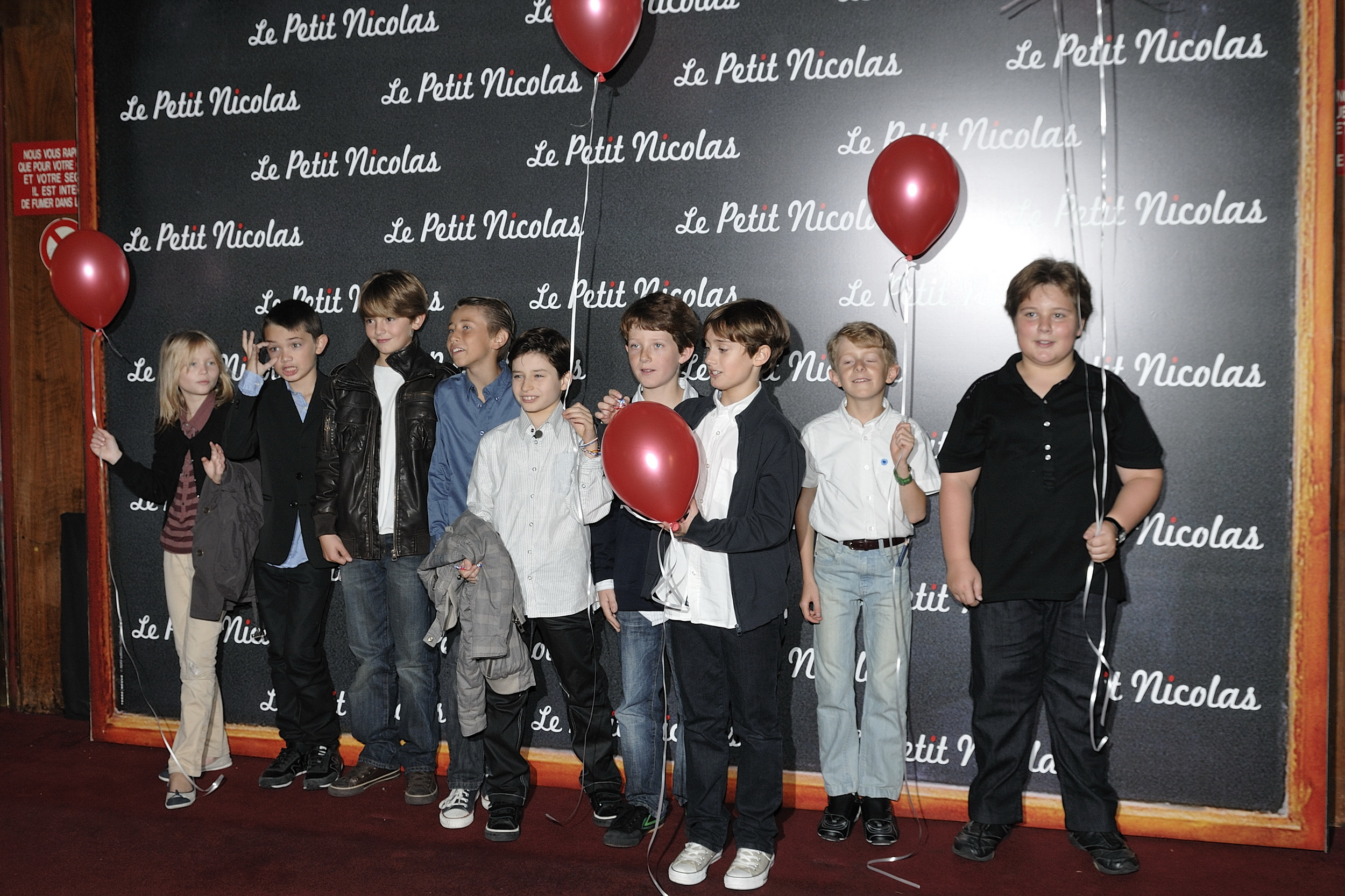
Odtwórcy ról dziecięcych

Mikołajek – francuski film z 2009 roku. Ekranizacja książek dla dzieci o przygodach Mikołajka.

## Fabuła
Francja, lata 60. XX w. Mikołajek (Maxime Godart) mieszka z zapracowanym ojcem (Kad Merad) i matką (Valérie Lemercier), gospodynią domową, w dużym domu z ogrodem. Tworzą zgodną i szczęśliwą rodzinę. Do tego chłopiec ma wielu przyjaciół: otyłego i wiecznie głodnego Alcesta (Vincent Claude), niezbyt rozgarniętego Kleofasa (Victor Carles), syna policjanta Rufusa (Germain Petit Damico), bogatego Gotfryda (Charles Vaillant), Joachima (Virgile Tirard) i rozrabiakę Euzebiusza (Benjamin Averty). Razem z nimi wciąż naraża się surowemu wychowawcy Rosołowi (François-Xavier Demaison) i dokucza płaczliwemu prymusowi Ananiaszowi (Daniel Ferdel). Ułożony świat Mikołajka może jednak wkrótce lec w gruzach. Chłopiec podsłuchuje bowiem rozmowę rodziców, z której wynika, że mama jest w ciąży. Przerażony malec dowiaduje się od kolegów, że teraz rodzice będą chcieli pozbyć się go z domu. Gdy utwierdza się w tym strasznym przekonaniu, postanawia zapobiec nieszczęściu. Z pomocą kumpli chce pozbyć się niechcianego braciszka, gdy tylko przyjdzie na świat. Film na podstawie serii popularnych książek dla dzieci autorstwa René Goscinnego i Sempé. Nominacja do Cezara za scenariusz.

## Obsada
- Maxime Godart jako Mikołajek
- Valérie Lemercier jako mama Mikołajka
- Kad Merad jako tata Mikołajka
- Sandrine Kiberlain jako wychowawczyni klasy Mikołajka
- François-Xavier Demaison jako „Rosół” (pan Dubon, opiekun w szkole Mikołajka)
- Daniel Prévost jako pan Moucheboume, szef taty Mikołajka
- Elisa Heusch jako Jadwinia
- Victor Carles jako Kleofas, najgorszy uczeń w klasie Mikołajka
- Damien Ferdel jako Ananiasz, najlepszy uczeń w klasie Mikołajka
- Vincent Claude jako Alcest, przyjaciel Mikołajka
- Michel Duchaussoy jako dyrektor szkoły Mikołajka
- Michel Galabru jako minister
- Anémone panna Navarrin, nauczycielka zastępująca wychowawczynię klasy Mikołajka
- Charles Vaillant jako Gotfryd, syn bogatych rodziców
- Benjamin Averty jako Euzebiusz
- Germain Petit Damico jako Rufus
- Virgile Tirard jako Joachim
- François Damiens jako pan Blédurt, sąsiad rodziców Mikołajka
- Nathalie Cerda jako pani Moucheboume, żona szefa taty Mikołajka
- Eric Berger jako Albert, lokaj w domu Gotfryda

## Wersja polska
Wersja polska: SDI Media Polska

Reżyseria: Marek Robaczewski

Dialogi polskie: Katarzyna Wojsz

Dźwięk i montaż: Adam Łonicki

Zgranie: Michał Kosterkiewicz – Toya Sound Studios

Udział wzięli:
- Beniamin Lewandowski – Mikołajek
- Wit Apostolakis-Gluziński – Alcest
- Iwo Fajlhauer – Gotfryd
- Antoni Gudejko – Kleofas
- Jan Piotrowski – Euzebiusz
- Mateusz Gąsiewski – Rufus
- Kacper Nowocin – Ananiasz
- Jan Rotowski – Joachim
- Weronika Gackowska – Jadwinia
- Agata Kulesza – mama Mikołajka
- Tomasz Kot – tata Mikołajka
- Anna Gajewska – Pani
- Stefan Knothe – pan Moucheboume
- Zbigniew Suszyński – „Rosół”
- Andrzej Blumenfeld – dyrektor
- Andrzej Gawroński – minister
- Elżbieta Gaertner – panna Navarrin
- Artur Kaczmarski – pan Bledurt
- Aleksander Mikołajczak – egzaminator
- Julia Kołakowska – sprzedawczyni
- Karol Wróblewski – Francis Leborgne
- Antonina Girycz-Dzienisiewicz – starsza pani

i inni
Lektor: Beniamin Lewandowski